# Scotargus
Scotargus és un gènere d'aranyes araneomorfes de la subfamília dels erigonins, dins de la família Linyphiidae. Es poden trobar a la zona paleàrtica: Europa, Algèria, Nord d'Àfrica, i les Illes Canàries:
Fou descrit per primera vegada per Eugène Louis Simon l'any 1913.

## Llista d'espècies
Segons The World Spider Catalog 12.0:
- Scotargus enghoffi Wunderlich, 1992
- Scotargus grancanariensis Wunderlich, 1992
- Scotargus numidicus Bosmans, 2006
- Scotargus pilosus Simon, 1913 (Espècie tipus)
- Scotargus secundus Wunderlich, 1987
- Scotargus tenerifensis Wunderlich, 1992